# Pinduši
Pinduši (in russo Пиндуши?; in careliano: Pinduši) è un insediamento di tipo urbano della Russia situato nella Repubblica di Carelia. Appartiene al rajon Medvež'egorskij.
L'insediamento è situato nella parte settentrionale del lago Onega, sulla riva della baia Poveneckij, a est di Medvež'egorsk.